# 藤原房雄 (政治家)
藤原 房雄（ふじわら ふさお、1929年（昭和4年）9月6日 - 2015年（平成27年）12月28日）は、日本の政治家。北海道小樽市出身。室蘭工業大学電気工学科卒業。参議院議員（3期）、衆議院議員（2期）。

## 経歴
小樽市に生まれる。室蘭工業大学電気工学科を卒業する。通商産業省に勤める。その後、同札幌通産局（現北海道経済産業局）勤務を経て、聖教新聞社北海道支局長を務める。この頃、創価学会北海道事務局長も兼任していた。
1968年（昭和43年）7月7日、第8回参議院議員通常選挙に公明党公認候補として全国区から立候補し、初当選する（以降3期）。参議院科学技術振興対策特別委員長などを務める。
3期目の任期満了目前となった1986年（昭和61年）、同年7月6日執行第38回衆議院議員総選挙に公明党公認で北海道1区から立候補（公示日となる同年6月21日付で公職選挙法の規定により参議院議員を退職（自動失職））、衆議院議員に鞍替え当選する。以降2期務めた。
1993年（平成5年）7月、第40回衆議院議員総選挙に立候補せず、後継は札幌市議会議員であった長内順一が地盤を譲り受けた。
2015年（平成27年）12月28日、慢性腎不全のため死去。86歳没。

## 役職歴
- 参議院科学技術振興対策特別委員長
- 聖教新聞社北海道支局長